# Oliver Strunk
William Oliver Strunk (* 22. März 1901 in Ithaca, New York; † 24. Februar 1980 in Grottaferrata bei Rom) war ein US-amerikanischer Musikwissenschaftler und -pädagoge.

## Leben
Strunk war seit 1928 Mitarbeiter der Musikabteilung der Library of Congress, deren Leiter er 1934 wurde. 1935 wurde er Präsident der Music Library Association. Ab 1937 war er Professor für Musik an der Princeton University. 1950 erschien sein Hauptwerk Source Readings in Music History from Classical Antiquity through the Romantic Era. Ab 1961 leitete er die Herausgabe der Monumenta Musicae Byzantinae. 1962 wurde er in die American Academy of Arts and Sciences gewählt. Seit 1975 war er korrespondierendes Mitglied der British Academy. Nach seiner Pensionierung 1966 widmete er sich im italienischen Monastero Esarchico di Santa Maria di Grottaferrata der Erforschung der byzantinischen Musik.

## Werke
- Carl Engel/O. Strunk: Music from the days of George Washington, 1931
- Source readings in music history from classical antiquity through the romantic era, 1950
- Source readings in music history / Selected and annotated by Oliver Strunk, 1955
- Specimina notationum antiquiorum : folia selecta ex variis codicibus saec. x, xi, & xii phototypice depicta (Monumenta musicae Byzantinae 7) Hrsg., 1966
- Studies in music history; Essays, 1968
- Essays on music in the Western World, 1974
- Essays on music in the Byzantine world, 1977